# Genodermatose
Genodermatose is de verzamelnaam die binnen de dermatologie gebruikt voor de groep erfelijke huidaandoeningen. Dermatose betekent huidaandoening, geno- verwijst naar gen. De term wordt beperkt tot de aandoeningen die (vrijwel) volledig door slechts enkele genen worden veroorzaakt, en dus vaak een duidelijk overervingspatroon hebben, volgens de wetten van Mendel. Ziektes zoals eczeem, psoriasis en vitiligo hebben naast een erfelijke component ook belangrijke omgevingsinvloeden, en worden niet tot  de genodermatosen gerekend. 
Voorbeelden van genodermatosen (groepen van aandoeningen):
- (oculocutaan) albinisme
- ichtyose
- neurofibromatose
- epidermolysis bullosa
- palmoplantaire keratoderma (overmatige eeltvorming)
- basaalcelnaevussyndroom
- keratosis follicularis (ziekte van Darier) en ziekte van Hailey-Hailey
- porfyrieën
- ectodermale dysplasie
- xeroderma pigmentosum